# Валентин Бейкър
Велентин Бейкър (на английски: Valentine Baker) е английски офицер, генерал-майор. Офицер в армията на Османската армия. Участник в Руско-турската война 1877-1878).

## Биография
Велентин Бейкър е роден през 1827 г. във Великобритания в семейството на Самуел Бейкър, успял търговец на захар, банкер и корабовладелец, действащ в Западните Индии. Брат е на Самуел Бейкър, изследователя на река Нил и на британския офицер и по-късно канадски политик Джеймс Бейкър.
Военна кариера започва в Английската армия през 1848 г. Участва в Кримската война (1853-1856) и в действията срещу кафрите в Африка. Командир на 10-и Хусарски полк (1860-1873). Повишен е във военно звание генерал-майор.
През есента на 1876 г. заедно с други английски генералщабни офицери е изпратен на служба в армията на Османската империя. Получава военно звание паша. Работи по реформирането на военното дело в Османската империя и изграждането на укрепителната система пред Цариград.
Участва в Руско-турската война 1877-1878). Командир на дивизия в Орханийската турска ормия. На 16/28 декември 1877 г. дивизията в състав от 8 табура, 3 ескадрона и 7 оръдия е изпратена от Шакир паша при село Ташкесен. Осигурява заслон за изтеглянето на Орханийската турска армия към Софийското поле. Атакуван е от силите на Западния отряд с командир генерал-лейтенант Йосиф Гурко. На 19/31 декември след руско настъпление, ожесточен бой и възпламеняване на склада с боеприпаси от пряко попадение на снаряд настъпва паника и остатъците от дивизията се изтеглят.
След войната е представител на султана при провеждането на реформи в Мала Азия (1879). Върховен началник на османските сили в Судан (1883). Завръща се във Великобритания през 1884 г. Автор на трудове за войната и живота в Османската империя.